# Sozialministerium Osttimors

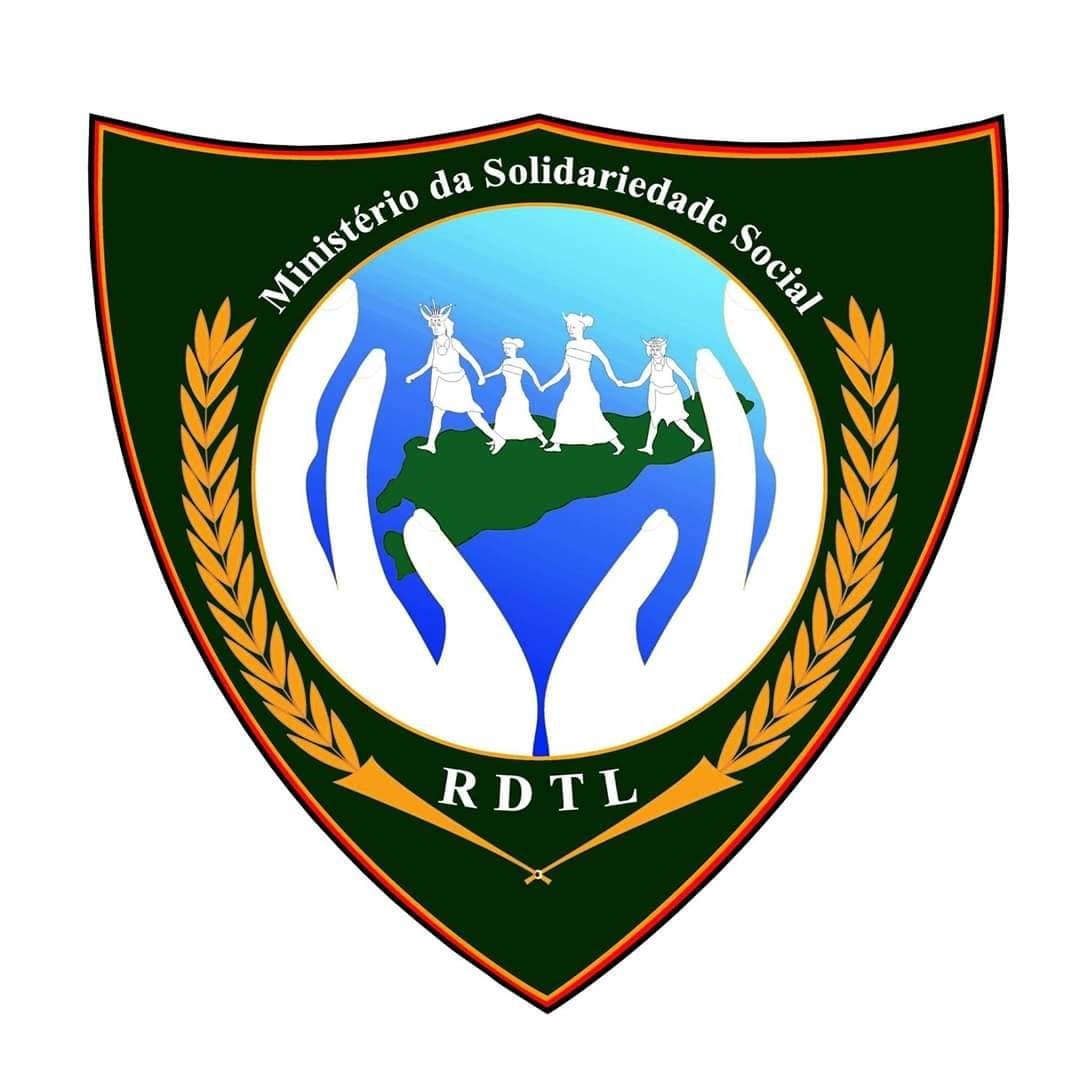
Logo des Sozialministeriums

Das Sozialministerium Osttimors (tetum Ministériu Solidariedade Sosiál no Inkluzaun; portugiesisch Ministério da Solidariedade Social e Inclusão; kurz: MSSI, ehemals: MSS) ist die osttimoresische Regierungsbehörde für die Gestaltung, Umsetzung, Koordinierung und Bewertung der vom Ministerrat festgelegten und genehmigten Politik in den Bereichen soziale Sicherheit, soziale Unterstützung und Wiedereingliederung in die Gemeinschaft zuständig ist.  Die Leitung obliegt dem Sozialminister des Landes. Das Ministerium hat seinen Sitz in der Rua de Caicoli, an der Ecke zur Avenida Mártires da Pátria im Stadtteil Caicoli.
Der derzeitige vollständige Name lautet „Ministerium für Soziale Solidarität und Inklusion“. Das Wort „Inklusion“ wurde erst in der VIII. konstitutionelle Regierung Osttimors in den Namen mit aufgenommen.

## Aufgaben

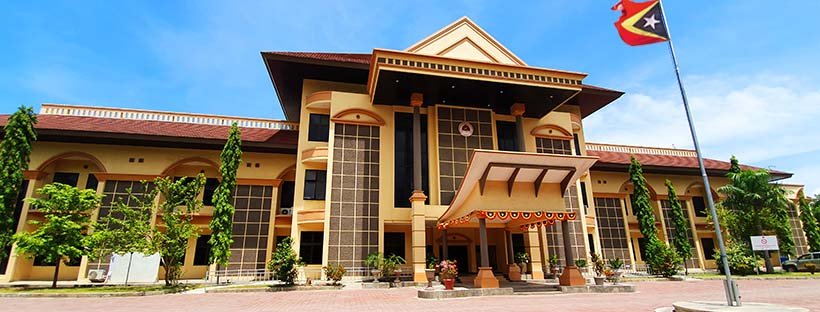
Das Ministerium in Caicoli

Das Sozialministerium ist unter anderem verantwortlich für die Gestaltung und Umsetzung von Systemen der sozialen Sicherheit für Arbeitnehmer und andere Bevölkerungsgruppen, die Entwicklung von Programmen zur sozialen Unterstützung, die Förderung der humanitären Hilfe für die am stärksten Benachteiligten, den Vorschlag und Entwicklung einer Politik und Strategie im Bereich des Katastrophenrisikomanagements mit sozialen Auswirkungen, die Entwicklung und Umsetzung von Sozialhilfeprogrammen im Bereich des Katastrophenrisikomanagements, einschließlich Notfallmaßnahmen und Wiederherstellung nach Katastrophen, die Überwachung, Schutz und Wiedereingliederung von gefährdeten Gruppen in die Gemeinschaft und die Einrichtung von Mechanismen für die Zusammenarbeit und Koordinierung mit anderen Regierungsbehörden, die für verwandte Bereiche zuständig sind.

## Untergeordnete Behörden
Dem Sozialministerium sind unterstellt das Nationale Institut für soziale Sicherheit (Instituto Nacional de Segurança Social), das Nationale Rehabilitationszentrum (Centro Nacional de Reabilitação), die Kommission für die Rechte von Kindern (Comissão dos Direitos das Crianças) und die Kommission zur Bekämpfung von HIV/AIDS (Comissão de Combate ao HIV-SIDA).